# Невский (дворец культуры)

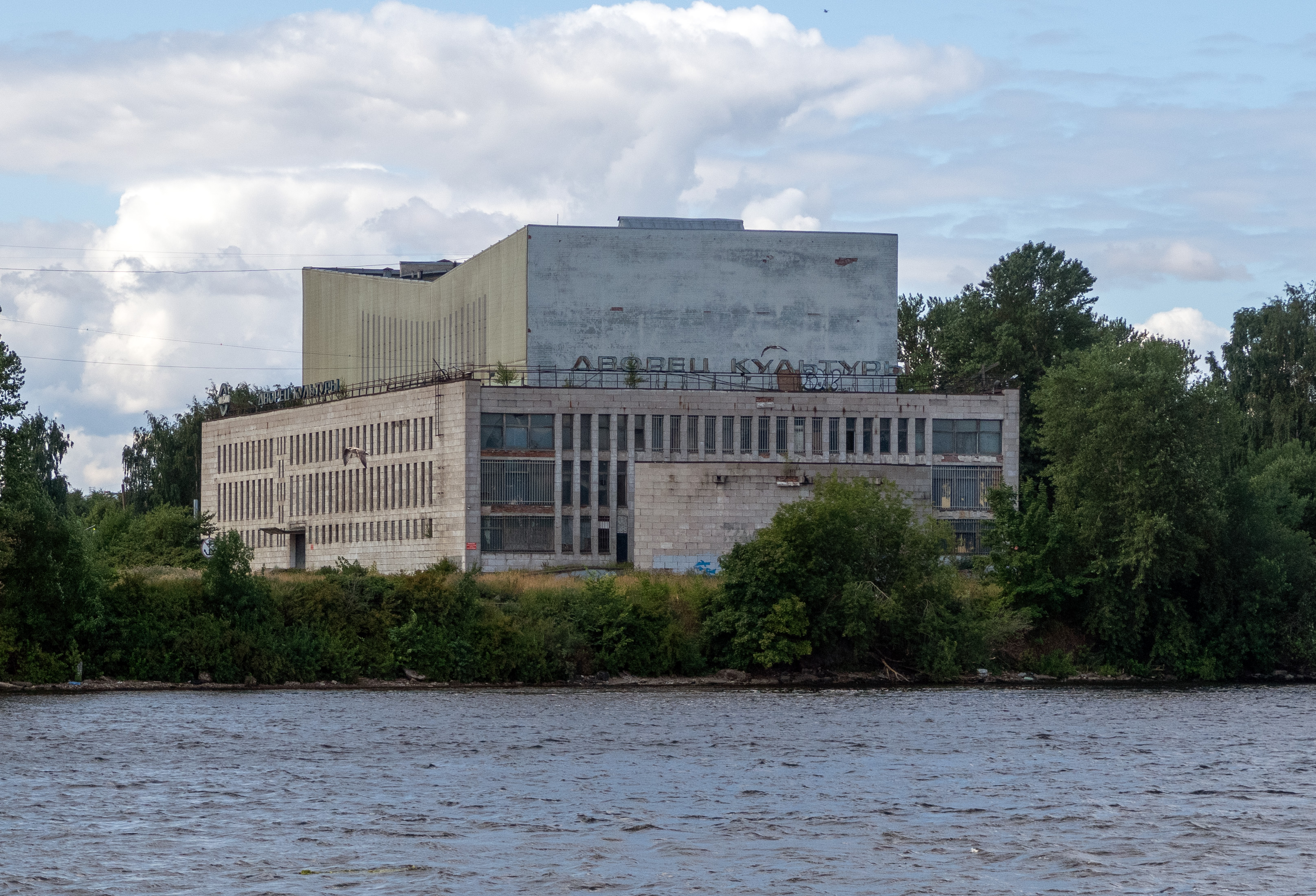
Задний фасад. Вид с Невы.

Дворец культуры «Невский» — здание в стиле советского модернизма. Расположен в Невском районе Санкт-Петербурга, современный адрес дома — проспект Обуховской Обороны, 32.
Крупное компактное здание построено в 1958—1973 годах Е. Левинсоном, Б. Григорьевым, И. Райляном, Ю. Ситниковым, Ю. Земцовым, инженерами Е. Голубевым, А. Питлюком.
В первом проекте, созданном в 1953—1954 годах, до «борьбы с излишествами», ДК был оформлен в стиле «сталинского ампира» и похож на здание Биржи, у него была колоннада по одной из сторон и двускатный верхний объём над основным параллелепипедом; вероятно, первый проект принадлежал в основном Борису Григорьеву. Первые два этажа должен был занимать зрительный зал вместимостью до 900 человек и фойе.
Советские дворцы культуры 1920—1930 годов обычно спланированы павильонно, разные функции расположены в разных, соединённых крытыми переходами, объёмах. В 1940-х годах был создан типовой проект Константина Бартошевича. В реализованном проекте ДК «Невский» клубные помещения, зал и фойе размещены в одном объёме, по типологии проект следует типовому, клубные помещения обступают зрительный зал со всех сторон. Зал с двусветным фойе-двориком с колоннадой с балконом находится в основном объёме-параллелепипеде, над ним — коробка сцены, со стороны проспекта друг над другом приставлены репетиционный-танцевальный и гимнастический залы, также сделаны помещения библиотеки, кружков и лекционный зал со складчатым деревянным потолком на 250 (по другим данным — 200) мест. В клубную часть возможно попасть по боковым лестницам, которые также служат эвакуационными выходами из главного овального зала на 1020 мест. У сцены зала есть коробка с колосниками, поворотный круг, кулисы, рядом сделаны артистические и бутафорские комнаты; она подходит для театральных представлений, концертов и кинопоказов. Сиденья партера для обеспечения хорошей видимости расположены по радиусу от сцены, стены для улучшения акустики обшиты светлым деревом, потолок разбит на шестигранные соты со светильниками, кресла обиты красной тканью, пол — деревянный паркет. Соты планировалось сделать из золотистого анодированного алюминия, но пришлось ограничиться чёрным крашеным металлом. Визуально высота зала подчёркнута вертикальным ритмом осветительных балконов. Гимнастический и танцевальный залы, а также многофункциональность главного зала, отсутствовали в первом проекте, но конфигурация была сохранена из-за того, что фундамент был заложен в 1950-х.
Многочисленные окна сильно вытянуты по вертикали, крыша с изломом, поднимается к торцам. Отчасти, фасадом со стеклянной стеной фойе между двумя откосами и широкой низкой лестницей, ДК похож на БКЗ «Октябрьский» (4 из 5 авторов которого — ученики Левинсона), но ДК более «строен и изящен». Важно было сделать здание достаточно высоким, чтобы его было видно с противоположного берега Невы. Перед речным фасадом сделан округлый элемент, прикрывающий ворота сцены с пологими пандусами для завоза декораций («портал-лоджия»). Из запланированного не был реализован барельеф на здании.
При постройке Владимир Щербин отзывался о здании как о «великолепном», простом, но суровом, подобно романтической архитектуре 1920-х годов, но ясном, симметричном, композиционно близком к классицизму. С другой стороны, обращённый к Неве фасад был не проработан, истолкован как «задний». Наружная облицовка из-за ограниченности выделенных на районный ДК средств также неудачна — зеленоватая керамическая плитка наверху и серая цементная плитка внизу.
Предполагалась реорганизация окружающей территории и оформление набережной, но после смерти Левинсона проект отложили.
Вероятно из-за того, что у ДК было немного посетителей, администрация стала допускать туда абстракционистов, символистов и рокеров. В сентябре 1975 года в фойе 10 дней были выставлены работы Александра Арефьева, Владимира Овчинникова, Евгения Абезгауза, Евгения Рухина, Анатолия Басина, Юрия Жарких, на просмотр выставки была шестичасовая очередь, а художники потом по месту проведения выставок назвались «Газа-невским движением». В 1974 году в ДК прошёл первый ленинградский концерт «Арсенала», а в 1981 году — первый крупный концерт Ленинградского рок-клуба.
В 1990-е годы работа в ДК стала останавливаться; в 2015 году его закрыли как непрофильный актив для завода.
В 2019 году отмечалось плохое состояние здания. В 2022 году было озвучено предложение выкупить ДК и землю под ним в собственность города.